# Gustaf Lindblom (Fechter)
Gustaf Thorbjörn Lindblom (* 19. August 1883 in Stockholm; † 16. März 1976 ebenda) war ein schwedischer Fechter.

## Karriere
Lindblom nahm 1908 erstmals an Olympischen Spielen teil. In London erreichte er im Degenfechten im Halbfinale den sechsten Rang in seiner Gruppe, mit der Mannschaft wurde er Fünfter. Vier Jahre später folgte seine Teilnahme an den Spielen in Stockholm. Auch hier erreichte er im Degeneinzel das Halbfinale, im Mannschaftsfechten scheiterte er mit Rang vier knapp am Medaillengewinn. 1920 drang er in Antwerpen in der Disziplin Degen in die Finalrunde vor und wurde dort Neunter. Im Mannschaftswettkampf stand am Ende Platz elf zu Buche. Zusätzlich trat er in diesem Jahr auch im Florettfechten an – dort schied er in der ersten Runde aus. Seine letzte Olympiateilnahme folgte 1924 in Paris. Hier erreichte er im Degeneinzel das Viertelfinale, mit der Mannschaft scheiterte er in der ersten Runde.
Auf nationaler Ebene konnte er sich fünf schwedische Meistertitel sichern – in den Jahren 1911, 1912 und 1918 im Degenfechten sowie 1917 und 1923 im Florettfechten.